# Pierre Rémond de Montmort
Pierre Rémond de Montmort o Pierre Rémond, marqués de Montmort fue un aristócrata y matemático francés del siglo XVIII, conocido por su trabajo en el cálculo de probabilidades de los juegos de azar.

## Vida
Montmort, que adoptó este apellido años más tarde, nació en París, hijo de François Rémond (o Reymond) y Marguerite Rallu, los dos pertenecientes a la nobleza. Su padre, severo y autoritario, lo obligó a estudiar derecho, pero Montmort, al acabar los estudios marchó a Inglaterra.
A la muerte de su padre en 1699, vuelve a Francia y se hace discípulo de Nicolas Malebranche a quien admiraba después de la lectura de uno de sus libros. Sus maestros de matemáticas serán los discípulos de Malebranche Louis Carré y Nicolas Guisnée y su compañero de estudios fue François Nicole.
Poco después, en 1704 y con la fortuna que le había dejado en herencia, compra el castillo de Montmort (en el actual municipio de Montmort-Lucy) y adopta este nombre. El castillo continúa perteneciendo hoy en día a sus descendientes, la familia Crombez de Montmort. En esta tierra conoció a mademoiselle de Romicourt, con quien se casó en 1706, después de dejar la canonjía de Notre Dame de París que había ejercido durante un tiempo.
A partir de entonces vivió una vida retirada en su castillo del campo, haciendo algunos viajes a Inglaterra y recibiendo en su casa a Nicolaus I Bernoulli, con quién mantuvo una cordial relación.

## Obra
La gran obra por la que es conocido Montmort es su Essai de Analyse sur las jeux de hazards (Ensayo sobre el análisis de los juegos de azar),  publicada por primera vez en 1708 y, en una edición muy ampliada, en 1713 por segunda vez.
La obra está dividida en cinco partes:
- La primera (páginas 1 a 72) es un tratado sobre las combinaciones, basado en el triángulo de Pascal.
- La segunda está dedicada al análisis de diferentes juegos de cartas habituales de la época con su cálculo detallado de las expectativas de ganancia. Son reseñables sus estudios del Pharaon (páginas 77 a 104), el Lansquenet (páginas 105 a 129) y el Trece[7] (páginas 130 a 144).
- La tercera está dedicada al mismo análisis pero de los juegos de dados.
- La cuarta es un cajón de sastre: un poco de todo. En concreto, Montmort ofrece una solución a los célebres cinco problemas planteados por Huygens en 1657.
- En la quinta (y última) parte se reproduce la correspondencia que mantuvo Montmort con los Bernoulli (Johann y Nicolaus).